# Tour de l'Ain 2020
La 32.ª edición de la competición ciclista Tour de l'Ain fue una carrera de ciclismo en ruta por etapas que se celebró entre el 7 y el 9 de agosto de 2020 en Francia, con inicio en la comuna de Montréal-la-Cluse y final en el alto del Col du Grand Colombier sobre un recorrido de 424,5 kilómetros.
La carrera formó parte del UCI Europe Tour 2020, calendario ciclístico de los Circuitos Continentales UCI, dentro de la categoría 2.1 y fue ganada por el esloveno Primož Roglič del Jumbo-Visma. Completaron el podio, como segundo y tercer clasificado respectivamente, los colombianos Egan Bernal del INEOS y Nairo Quintana del Arkéa Samsic.

## Equipos participantes
Tomaron parte en la carrera 24 equipos: 12 de categoría UCI WorldTeam, 6 de categoría UCI ProTeam, 4 de categoría Continental y 2 selecciones nacionales. Formaron así un pelotón de 144 ciclistas de los que acabaron 100. Los equipos participantes fueron:
| WorldTeams (12)- Groupama-FDJ - Cofidis - AG2R La Mondiale - Deceuninck-Quick Step - Team Sunweb - UAE Team Emirates - Ineos - Jumbo-Visma - Trek-Segafredo - CCC Team - Israel Start-Up Nation - Lotto Soudal ProTeams (6)- Total Direct Énergie - Circus-Wanty Gobert - B&B Hotels-Vital Concept p/b KTM - Nippo Delko One Provence - Sport Vlaanderen-Baloise - Arkéa-Samsic Equipos continentales (4)- Kometa-Xstra - Saint Michel-Auber 93 - Natura4Ever-Roubaix Lille Métropole - Hagens Berman Axeon Equipos nacionales (2)- Alemania - Suiza |
| |

## Recorrido
| Etapa     | Fecha    | Recorrido                             | type                   | Distancia (km) | Ganador        | Líder          |
| --------- | -------- | ------------------------------------- | ---------------------- | -------------- | -------------- | -------------- |
| 1.ª etapa | 7 de ago | Montréal-la-Cluse – Ceyzériat         | etapa escarpada        | 139,5          | Andrea Bagioli | Andrea Bagioli |
| 2.ª etapa | 8 de ago | Lagnieu – Lélex                       | etapa de media montaña | 140,5          | Primož Roglič  | Primož Roglič  |
| 3.ª etapa | 9 de ago | Saint-Vulbas – Col du Grand Colombier | etapa de media montaña | 144,5          | Primož Roglič  | Primož Roglič  |

## Desarrollo de la carrera

### 1.ª etapa
| Montréal-la-Cluse - Ceyzériat | etapa escarpada | (139,5 km) |

| \| Clasificación de la etapa \| Clasificación de la etapa \| Clasificación de la etapa \| Clasificación de la etapa \| Clasificación de la etapa \| \| Ciclista \| Ciclista \| Equipo \| Tiempo \| \| \| ------------------------- \| ------------------------- \| ------------------------- \| ------------------------- \| ------------------------- \| \| 1.º \| Andrea Bagioli \| Deceuninck-Quick Step \| 3 h 17 min 00 s \| \| \| 2.º \| Primož Roglič \| Jumbo-Visma \| + 0 s \| \| \| 3.º \| Stefan Bissegger \| Suiza \| + 0 s \| \| \| 4.º \| Tom Dumoulin \| Jumbo-Visma \| + 0 s \| \| \| 5.º \| Erik Fetter \| Kometa-Xstra \| + 0 s \| \| \| 6.º \| Giacomo Garavaglia \| Kometa-Xstra \| + 0 s \| \| \| 7.º \| Guillaume Martin \| Cofidis \| + 0 s \| \| \| 8.º \| João Almeida \| Deceuninck-Quick Step \| + 0 s \| \| \| 9.º \| Bauke Mollema \| Trek-Segafredo \| + 0 s \| \| \| 10.º \| Valerio Conti \| UAE Team Emirates \| + 0 s \| \| |                    |                       |                 |
| |                    |                       |                 |
| Fuentes: ProCyclingStats Cycling Archives |                    |                       |                 |
| Clasificación de la etapa |                    |                       |                 |
| Ciclista | Ciclista           | Equipo                | Tiempo          |
| 1.º | Andrea Bagioli     | Deceuninck-Quick Step | 3 h 17 min 00 s |
| 2.º | Primož Roglič      | Jumbo-Visma           | + 0 s           |
| 3.º | Stefan Bissegger   | Suiza                 | + 0 s           |
| 4.º | Tom Dumoulin       | Jumbo-Visma           | + 0 s           |
| 5.º | Erik Fetter        | Kometa-Xstra          | + 0 s           |
| 6.º | Giacomo Garavaglia | Kometa-Xstra          | + 0 s           |
| 7.º | Guillaume Martin   | Cofidis               | + 0 s           |
| 8.º | João Almeida       | Deceuninck-Quick Step | + 0 s           |
| 9.º | Bauke Mollema      | Trek-Segafredo        | + 0 s           |
| 10.º | Valerio Conti      | UAE Team Emirates     | + 0 s           |

| \| Clasificación general \| Clasificación general \| Clasificación general \| Clasificación general \| Clasificación general \| \| Ciclista \| Ciclista \| Equipo \| Tiempo \| \| \| --------------------- \| --------------------- \| --------------------- \| --------------------- \| --------------------- \| \| 1.º \| Andrea Bagioli \| Deceuninck-Quick Step \| 3 h 16 min 50 s \| \| \| 2.º \| Primož Roglič \| Jumbo-Visma \| + 4 s \| \| \| 3.º \| Stefan Bissegger \| Suiza \| + 6 s \| \| \| 4.º \| Tom Dumoulin \| Jumbo-Visma \| + 10 s \| \| \| 5.º \| Erik Fetter \| Kometa-Xstra \| + 10 s \| \| \| 6.º \| Giacomo Garavaglia \| Kometa-Xstra \| + 10 s \| \| \| 7.º \| Guillaume Martin \| Cofidis \| + 10 s \| \| \| 8.º \| João Almeida \| Deceuninck-Quick Step \| + 10 s \| \| \| 9.º \| Bauke Mollema \| Trek-Segafredo \| + 10 s \| \| \| 10.º \| Valerio Conti \| UAE Team Emirates \| + 10 s \| \| |                    |                       |                 |
| |                    |                       |                 |
| Fuentes: ProCyclingStats Cycling Archives |                    |                       |                 |
| Clasificación general |                    |                       |                 |
| Ciclista | Ciclista           | Equipo                | Tiempo          |
| 1.º | Andrea Bagioli     | Deceuninck-Quick Step | 3 h 16 min 50 s |
| 2.º | Primož Roglič      | Jumbo-Visma           | + 4 s           |
| 3.º | Stefan Bissegger   | Suiza                 | + 6 s           |
| 4.º | Tom Dumoulin       | Jumbo-Visma           | + 10 s          |
| 5.º | Erik Fetter        | Kometa-Xstra          | + 10 s          |
| 6.º | Giacomo Garavaglia | Kometa-Xstra          | + 10 s          |
| 7.º | Guillaume Martin   | Cofidis               | + 10 s          |
| 8.º | João Almeida       | Deceuninck-Quick Step | + 10 s          |
| 9.º | Bauke Mollema      | Trek-Segafredo        | + 10 s          |
| 10.º | Valerio Conti      | UAE Team Emirates     | + 10 s          |

### 2.ª etapa
| Lagnieu - Lélex | etapa de media montaña | (140,5 km) |

| \| Clasificación de la etapa \| Clasificación de la etapa \| Clasificación de la etapa \| Clasificación de la etapa \| Clasificación de la etapa \| \| Ciclista \| Ciclista \| Equipo \| Tiempo \| \| \| ------------------------- \| ------------------------- \| ------------------------- \| ------------------------- \| ------------------------- \| \| 1.º \| Primož Roglič \| Jumbo-Visma \| 3 h 58 min 14 s \| \| \| 2.º \| Egan Bernal \| Team Ineos \| + 0 s \| \| \| 3.º \| Valerio Conti \| UAE Team Emirates \| + 0 s \| \| \| 4.º \| Nairo Quintana \| Arkéa-Samsic \| + 0 s \| \| \| 5.º \| Steven Kruijswijk \| Jumbo-Visma \| + 7 s \| \| \| 6.º \| Jesús Herrada \| Cofidis \| + 15 s \| \| \| 7.º \| Fabio Aru \| UAE Team Emirates \| + 16 s \| \| \| 8.º \| João Almeida \| Deceuninck-Quick Step \| + 16 s \| \| \| 9.º \| Jonathan Castroviejo \| Team Ineos \| + 20 s \| \| \| 10.º \| Jan Hirt \| CCC Team \| + 20 s \| \| |                      |                       |                 |
| |                      |                       |                 |
| Fuentes: ProCyclingStats Cycling Archives |                      |                       |                 |
| Clasificación de la etapa |                      |                       |                 |
| Ciclista | Ciclista             | Equipo                | Tiempo          |
| 1.º | Primož Roglič        | Jumbo-Visma           | 3 h 58 min 14 s |
| 2.º | Egan Bernal          | Team Ineos            | + 0 s           |
| 3.º | Valerio Conti        | UAE Team Emirates     | + 0 s           |
| 4.º | Nairo Quintana       | Arkéa-Samsic          | + 0 s           |
| 5.º | Steven Kruijswijk    | Jumbo-Visma           | + 7 s           |
| 6.º | Jesús Herrada        | Cofidis               | + 15 s          |
| 7.º | Fabio Aru            | UAE Team Emirates     | + 16 s          |
| 8.º | João Almeida         | Deceuninck-Quick Step | + 16 s          |
| 9.º | Jonathan Castroviejo | Team Ineos            | + 20 s          |
| 10.º | Jan Hirt             | CCC Team              | + 20 s          |

| \| Clasificación general \| Clasificación general \| Clasificación general \| Clasificación general \| Clasificación general \| \| Ciclista \| Ciclista \| Equipo \| Tiempo \| \| \| --------------------- \| --------------------- \| --------------------- \| --------------------- \| --------------------- \| \| 1.º \| Primož Roglič \| Jumbo-Visma \| 7 h 14 min 58 s \| \| \| 2.º \| Egan Bernal \| Team Ineos \| + 10 s \| \| \| 3.º \| Valerio Conti \| UAE Team Emirates \| + 12 s \| \| \| 4.º \| Bauke Mollema \| Trek-Segafredo \| + 16 s \| \| \| 5.º \| Nairo Quintana \| Arkéa-Samsic \| + 16 s \| \| \| 6.º \| Steven Kruijswijk \| Jumbo-Visma \| + 23 s \| \| \| 7.º \| Jesús Herrada \| Cofidis \| + 31 s \| \| \| 8.º \| João Almeida \| Deceuninck-Quick Step \| + 32 s \| \| \| 9.º \| Fabio Aru \| UAE Team Emirates \| + 32 s \| \| \| 10.º \| Jan Hirt \| CCC Team \| + 36 s \| \| |                   |                       |                 |
| |                   |                       |                 |
| Fuentes: ProCyclingStats Cycling Archives |                   |                       |                 |
| Clasificación general |                   |                       |                 |
| Ciclista | Ciclista          | Equipo                | Tiempo          |
| 1.º | Primož Roglič     | Jumbo-Visma           | 7 h 14 min 58 s |
| 2.º | Egan Bernal       | Team Ineos            | + 10 s          |
| 3.º | Valerio Conti     | UAE Team Emirates     | + 12 s          |
| 4.º | Bauke Mollema     | Trek-Segafredo        | + 16 s          |
| 5.º | Nairo Quintana    | Arkéa-Samsic          | + 16 s          |
| 6.º | Steven Kruijswijk | Jumbo-Visma           | + 23 s          |
| 7.º | Jesús Herrada     | Cofidis               | + 31 s          |
| 8.º | João Almeida      | Deceuninck-Quick Step | + 32 s          |
| 9.º | Fabio Aru         | UAE Team Emirates     | + 32 s          |
| 10.º | Jan Hirt          | CCC Team              | + 36 s          |

### 3.ª etapa
| Saint-Vulbas - Col du Grand Colombier | etapa de media montaña | (144,5 km) |

| \| Clasificación de la etapa \| Clasificación de la etapa \| Clasificación de la etapa \| Clasificación de la etapa \| Clasificación de la etapa \| \| Ciclista \| Ciclista \| Equipo \| Tiempo \| \| \| ------------------------- \| ------------------------- \| ------------------------- \| ------------------------- \| ------------------------- \| \| 1.º \| Primož Roglič \| Jumbo-Visma \| 4 h 06 min 24 s \| \| \| 2.º \| Egan Bernal \| Team Ineos \| + 4 s \| \| \| 3.º \| Nairo Quintana \| Arkéa-Samsic \| + 6 s \| \| \| 4.º \| Guillaume Martin \| Cofidis \| + 8 s \| \| \| 5.º \| Richie Porte \| Trek-Segafredo \| + 8 s \| \| \| 6.º \| Steven Kruijswijk \| Jumbo-Visma \| + 23 s \| \| \| 7.º \| George Bennett \| Jumbo-Visma \| + 31 s \| \| \| 8.º \| Tom Dumoulin \| Jumbo-Visma \| + 44 s \| \| \| 9.º \| Daniel Martin \| Israel Start-Up Nation \| + 1 min 16 s \| \| \| 10.º \| João Almeida \| Deceuninck-Quick Step \| + 1 min 58 s \| \| |                   |                        |                 |
| |                   |                        |                 |
| Fuentes: ProCyclingStats Cycling Archives |                   |                        |                 |
| Clasificación de la etapa |                   |                        |                 |
| Ciclista | Ciclista          | Equipo                 | Tiempo          |
| 1.º | Primož Roglič     | Jumbo-Visma            | 4 h 06 min 24 s |
| 2.º | Egan Bernal       | Team Ineos             | + 4 s           |
| 3.º | Nairo Quintana    | Arkéa-Samsic           | + 6 s           |
| 4.º | Guillaume Martin  | Cofidis                | + 8 s           |
| 5.º | Richie Porte      | Trek-Segafredo         | + 8 s           |
| 6.º | Steven Kruijswijk | Jumbo-Visma            | + 23 s          |
| 7.º | George Bennett    | Jumbo-Visma            | + 31 s          |
| 8.º | Tom Dumoulin      | Jumbo-Visma            | + 44 s          |
| 9.º | Daniel Martin     | Israel Start-Up Nation | + 1 min 16 s    |
| 10.º | João Almeida      | Deceuninck-Quick Step  | + 1 min 58 s    |

## Clasificaciones finales
- Las clasificaciones finalizaron de la siguiente forma:[2]

### Clasificación general
| \| Clasificación general \| Clasificación general \| Clasificación general \| Clasificación general \| Clasificación general \| \| Ciclista \| Ciclista \| Equipo \| Tiempo \| \| \| --------------------- \| --------------------- \| --------------------- \| --------------------- \| --------------------- \| \| 1.º \| Primož Roglič \| Jumbo-Visma \| 11 h 21 min 12 s \| \| \| 2.º \| Egan Bernal \| Team Ineos \| + 18 s \| \| \| 3.º \| Nairo Quintana \| Arkéa-Samsic \| + 28 s \| \| \| 4.º \| Steven Kruijswijk \| Jumbo-Visma \| + 56 s \| \| \| 5.º \| George Bennett \| Jumbo-Visma \| + 1 min 27 s \| \| \| 6.º \| Bauke Mollema \| Trek-Segafredo \| + 2 min 24 s \| \| \| 7.º \| João Almeida \| Deceuninck-Quick Step \| + 2 min 40 s \| \| \| 8.º \| Guillaume Martin \| Cofidis \| + 2 min 45 s \| \| \| 9.º \| Jesús Herrada \| Cofidis \| + 3 min 39 s \| \| \| 10.º \| Fabio Aru \| UAE Team Emirates \| + 4 min 26 s \| \| |                   |                       |                  |
| |                   |                       |                  |
| Fuentes: ProCyclingStats Cycling Archives |                   |                       |                  |
| Clasificación general |                   |                       |                  |
| Ciclista | Ciclista          | Equipo                | Tiempo           |
| 1.º | Primož Roglič     | Jumbo-Visma           | 11 h 21 min 12 s |
| 2.º | Egan Bernal       | Team Ineos            | + 18 s           |
| 3.º | Nairo Quintana    | Arkéa-Samsic          | + 28 s           |
| 4.º | Steven Kruijswijk | Jumbo-Visma           | + 56 s           |
| 5.º | George Bennett    | Jumbo-Visma           | + 1 min 27 s     |
| 6.º | Bauke Mollema     | Trek-Segafredo        | + 2 min 24 s     |
| 7.º | João Almeida      | Deceuninck-Quick Step | + 2 min 40 s     |
| 8.º | Guillaume Martin  | Cofidis               | + 2 min 45 s     |
| 9.º | Jesús Herrada     | Cofidis               | + 3 min 39 s     |
| 10.º | Fabio Aru         | UAE Team Emirates     | + 4 min 26 s     |

### Clasificación de la montaña
| Clasificación de la montaña | Clasificación de la montaña | Clasificación de la montaña | Clasificación de la montaña | Clasificación de la montaña |
| Ciclista                    | Ciclista                    | Equipo                      | Puntos                      |                             |
| --------------------------- | --------------------------- | --------------------------- | --------------------------- | --------------------------- |
| 1.º                         | Julien Bernard              | Trek-Segafredo              | 59 pts                      |                             |
| 2.º                         | Primož Roglič               | Jumbo-Visma                 | 35 pts                      |                             |
| 3.º                         | Andrea Bagioli              | Deceuninck-Quick Step       | 25 pts                      |                             |
| 4.º                         | Egan Bernal                 | Team Ineos                  | 22 pts                      |                             |
| 5.º                         | George Bennett              | Jumbo-Visma                 | 16 pts                      |                             |
| 6.º                         | Jaakko Hänninen             | AG2R La Mondiale            | 16 pts                      |                             |
| 7.º                         | Joey Rosskopf               | CCC Team                    | 15 pts                      |                             |
| 8.º                         | Romain Sicard               | Total Direct Énergie        | 14 pts                      |                             |
| 9.º                         | Simon Guglielmi             | Groupama-FDJ                | 13 pts                      |                             |
| 10.º                        | Nairo Quintana              | Arkéa-Samsic                | 11 pts                      |                             |

### Clasificación de los puntos
| Clasificación por puntos | Clasificación por puntos | Clasificación por puntos | Clasificación por puntos | Clasificación por puntos |
| Ciclista                 | Ciclista                 | Equipo                   | Puntos                   |                          |
| ------------------------ | ------------------------ | ------------------------ | ------------------------ | ------------------------ |
| 1.º                      | Primož Roglič            | Jumbo-Visma              | 70 pts                   |                          |
| 2.º                      | Egan Bernal              | Team Ineos               | 42 pts                   |                          |
| 3.º                      | Nairo Quintana           | Arkéa-Samsic             | 30 pts                   |                          |
| 4.º                      | Andrea Bagioli           | Deceuninck-Quick Step    | 25 pts                   |                          |
| 5.º                      | Guillaume Martin         | Cofidis                  | 24 pts                   |                          |
| 6.º                      | Steven Kruijswijk        | Jumbo-Visma              | 22 pts                   |                          |
| 7.º                      | João Almeida             | Deceuninck-Quick Step    | 22 pts                   |                          |
| 8.º                      | Tom Dumoulin             | Jumbo-Visma              | 22 pts                   |                          |
| 9.º                      | Valerio Conti            | UAE Team Emirates        | 22 pts                   |                          |
| 10.º                     | Bauke Mollema            | Trek-Segafredo           | 17 pts                   |                          |

### Clasificación de los jóvenes
| Clasificación del mejor joven | Clasificación del mejor joven | Clasificación del mejor joven | Clasificación del mejor joven | Clasificación del mejor joven |
| Ciclista                      | Ciclista                      | Equipo                        | Tiempo                        |                               |
| ----------------------------- | ----------------------------- | ----------------------------- | ----------------------------- | ----------------------------- |
| 1.º                           | João Almeida                  | Deceuninck-Quick Step         | 11 h 23 min 52 s              |                               |
| 2.º                           | Michel Ries                   | Trek-Segafredo                | + 11 min 46 s                 |                               |
| 3.º                           | Thymen Arensman               | Team Sunweb                   | + 15 min 24 s                 |                               |
| 4.º                           | Andrea Bagioli                | Deceuninck-Quick Step         | + 16 min 35 s                 |                               |
| 5.º                           | Ilan Van Wilder               | Team Sunweb                   | + 19 min 15 s                 |                               |
| 6.º                           | Jakob Geßner                  | Alemania                      | + 21 min 20 s                 |                               |
| 7.º                           | Kevin Vermaerke               | Hagens Berman Axeon           | + 21 min 20 s                 |                               |
| 8.º                           | Miguel Heidemann              | Alemania                      | + 24 min 13 s                 |                               |
| 9.º                           | Mauri Vansevenant             | Deceuninck-Quick Step         | + 26 min 03 s                 |                               |
| 10.º                          | Johannes Adamietz             | Alemania                      | + 28 min 01 s                 |                               |

### Clasificación por equipos
| Clasificación por equipos | Clasificación por equipos | Clasificación por equipos | Clasificación por equipos |
| Equipo                    | Equipo                    | Tiempo                    |                           |
| ------------------------- | ------------------------- | ------------------------- | ------------------------- |
| 1.º                       | Jumbo-Visma               | 34 h 06 min 25 s          |                           |
| 2.º                       | Ineos                     | + 14 min 35 s             |                           |
| 3.º                       | Cofidis                   | + 22 min 52 s             |                           |
| 4.º                       | Trek-Segafredo            | + 27 min 00 s             |                           |
| 5.º                       | Arkéa-Samsic              | + 36 min 02 s             |                           |
| 6.º                       | Deceuninck-Quick Step     | + 47 min 59 s             |                           |
| 7.º                       | UAE Team Emirates         | + 49 min 11 s             |                           |
| 8.º                       | AG2R La Mondiale          | + 49 min 29 s             |                           |
| 9.º                       | Groupama-FDJ              | + 1 h 08 min 25 s         |                           |
| 10.º                      | CCC Team                  | + 1 h 08 min 38 s         |                           |

## Evolución de las clasificaciones
| Etapa                   | Vencedor                | Clasificación general | Clasificación de la montaña | Clasificación de los puntos | Clasificación de los jóvenes | Clasificación por equipos |
| ----------------------- | ----------------------- | --------------------- | --------------------------- | --------------------------- | ---------------------------- | ------------------------- |
| 1.ª                     | Andrea Bagioli          | Andrea Bagioli        | Ivan Centrone               | Andrea Bagioli              | Andrea Bagioli               | Jumbo-Visma               |
| 2.ª                     | Primož Roglič           | Primož Roglič         | Julien Bernard              | Primož Roglič               | João Almeida                 | Jumbo-Visma               |
| 3.ª                     | Primož Roglič           | Primož Roglič         | Julien Bernard              | Primož Roglič               | João Almeida                 | Jumbo-Visma               |
| Clasificaciones finales | Clasificaciones finales | Primož Roglič         | Julien Bernard              | Primož Roglič               | João Almeida                 | Jumbo-Visma               |

## UCI World Ranking
El Tour de l'Ain otorgó puntos para los Circuitos Continentales UCI y el UCI World Ranking, este último para corredores de los equipos en las categorías UCI WorldTeam, UCI ProTeam y Continental. Las siguientes tablas son el baremo de puntuación y los 10 corredores que obtuvieron más puntos:
| Posición              | 1.º | 2.º | 3.º | 4.º | 5.º | 6.º | 7.º | 8.º | 9.º | 10.º | 11.º | 12.º | 13.º-15.º | 16.º-25.º |
| Clasificación general | 125 | 85  | 70  | 60  | 50  | 40  | 35  | 30  | 25  | 20   | 15   | 10   | 5         | 3         |
| Por etapa             | 14  | 5   | 3   |     |     |     |     |     |     |      |      |      |           |           |
| Líder                 | 3   |     |     |     |     |     |     |     |     |      |      |      |           |           |

| Clasificación |                   |                            |         |       |       |       |
| Posición      | Ciclista          | Equipo                     | General | Etapa | Líder | Total |
| ------------- | ----------------- | -------------------------- | ------- | ----- | ----- | ----- |
| 1.º           | Primož Roglič     | Jumbo-Visma                | 125     | 33    | 3     | 161   |
| 2.º           | Egan Bernal       | INEOS                      | 85      | 10    | -     | 95    |
| 3.º           | Nairo Quintana    | Arkéa Samsic               | 70      | 3     | -     | 73    |
| 4.º           | Steven Kruijswijk | Jumbo-Visma                | 60      | -     | -     | 60    |
| 5.º           | George Bennett    | Jumbo-Visma                | 50      | -     | -     | 50    |
| 6.º           | Bauke Mollema     | Trek-Segafredo             | 40      | -     | -     | 40    |
| 7.º           | João Almeida      | Deceuninck-Quick Step      | 35      | -     | -     | 35    |
| 8.º           | Guillaume Martin  | Cofidis, Solutions Crédits | 30      | -     | -     | 30    |
| 9.º           | Jesús Herrada     | Cofidis, Solutions Crédits | 25      | -     | -     | 25    |
| 10.º          | Fabio Aru         | UAE Emirates               | 20      | -     | -     | 20    |